# Cyathea lunulata
Cyathea lunulata là một loài thực vật có mạch trong họ Cyatheaceae. Loài này được (G. Forst.) Copel. mô tả khoa học đầu tiên năm 1929.